# Nowoołeksandriwka (hromada Hrodiwka)
Nowoołeksandriwka (ukr. Новоолександрівка) – wieś na Ukrainie, w obwodzie donieckim, w rejonie pokrowskim, w hromadzie Hrodiwka. W 2001 liczyła 693 mieszkańców.